# Shikabala
Mahmoud Abdel Razek Fadlallah (Arabisch: محمود عبدالرازق "شيكابالا" ; Aswan, 5 maart 1986) - alias Shikabala - is een Egyptische voetballer die bij voorkeur als aanvallende middenvelder speelt. Hij verruilde Sporting Lissabon in augustus 2015 voor Zamalek, waarvoor hij ook van 2007 tot en met 2014 speelde. Shikabala debuteerde in 2005 in het Egyptisch voetbalelftal.

## Carrière
Shikabala maakte als zestienjarige zijn debuut in het eerste elftal van Zamalek. In 2005 vertrok hij naar PAOK Saloniki, maar keerde twee seizoenen later terug naar Zamalek. In 2014 werd hij aangetrokken door Sporting Lissabon, maar anderhalf jaar en één competitiewedstrijd verder keerde hij terug naar Zamalek.

## Nationaal team
Shikabala debuteerde in 2005 in het Egyptisch voetbalelftal. Daarmee nam hij in 2010 deel aan de Afrika Cup.
1 El-Hadary  ·
2 Gabr ·
3 Elmohamady ·
4 Gaber ·
5 Morsy ·
6 Hegazy ·
7 Fathy ·
8 Hamed ·
9 Mohsen ·
10 Salah ·
11 Kahraba ·
12 Ashraf ·
13 Abdel-Shafy ·
14 Sobhi ·
15 Hamdy ·
16 Ekramy ·
17 Elneny ·
18 Shikabala ·
19 Said ·
20 Samir ·
21 Trézéguet ·
22 Warda ·
23 El-Shenawy ·
Coach: Cúper